# پاک‌سازی آب زیرزمینی
پاک‌سازی آب‌های زیرزمینی یا پالایش (تصفیه) آب‌های زیرزمینی (به انگلیسی: Groundwater remediation) فرآیندی است که برای تصفیه آب‌های زیرزمینی آلوده از طریق حذف آلاینده‌ها یا تبدیل آنها به محصولات بدون زیان استفاده می‌شود. آب زیرزمینی، آب موجود در زیر سطح زمین است که فضای منافذ زیرسطحی را اشباع می‌کند. در سطح جهانی، بین ۲۵ تا ۴۰ درصد آب آشامیدنی جهان از چاه‌ها و چاه‌های حفرشده فراهم می‌شود. آب‌های زیرزمینی نیز توسط کشاورزان برای آبیاری محصولات و توسط صنایع برای تولید کالاهای روزمره استفاده می‌شود. بیشتر آب‌های زیرزمینی تمیز هستند، اما آب‌های زیرزمینی می‌توانند در نتیجه فعالیت‌های انسانی یا در نتیجه شرایط طبیعی آلوده یا آغشته شوند.